# Edmund G. Ross
Edmund Gibson Ross (Ashland, 7 de diciembre de 1826-Albuquerque, 8 de mayo de 1907) fue un político estadounidense, que representó a Kansas en el Senado de los Estados Unidos y luego fue gobernador del territorio de Nuevo México.
En 1868, su voto en contra de condenar al presidente Andrew Johnson de «delitos graves y faltas» le permitió a Johnson permanecer en el cargo por el margen de un voto. Como el séptimo de los siete senadores republicanos que rompieron con su partido, demostró ser la persona cuya decisión resultaría en una condena o absolución. Cuando eligió la segunda opción, la votación de 35-19 no logró alcanzar el voto requerido de dos tercios para condenar al presidente.

## Biografía

### Carrera
Empezó su carrera como aprendiz de una imprenta en Sandusky (Ohio). Se mudó a Milwaukee (Wisconsin), en 1849. En 1856 se mudó a Topeka (Kansas), en 1856, para liderar el movimiento del «estado libre»; publicó en el Topeka Tribune y estableció el Registro Estatal de Kansas en 1859; estado donde fue miembro de la convención constitucional entre 1859 y 1861. También fue director del ferrocarril de Atchison, Topeka & Santa Fe.
Durante la guerra civil estadounidense ingresó al Ejército de la Unión en 1862 y fue nombrado mayor en 1865. En ese año se convirtió en editor del Kansas Tribune, trabajando allí hasta que elegido como republicano al Senado de los Estados Unidos para ocupar la vacante causada por la muerte de James H. Lane. Ocupó el cargo desde el 19 de julio de 1866 hasta el 3 de marzo de 1871. En 1870 no pudo renovar su banca. En el Senado, presidió la comisión de Enrolled bill y la comisión de Engrossed Bills.

#### Absolución de Andrew Johnson
Ross es conocido por emitir el voto decisivo que absolvió a Andrew Johnson durante su juicio de destitución de 1868. Algunas personas han afirmado que votó en contra de la condena debido a las preocupaciones sobre su colega Samuel C. Pomeroy que recibió el patrocinio de Benjamin Wade (presidente pro tempore del Senado), y como un medio para recibir favores de patrocinio de Johnson. Otros afirman que emitió su voto porque realmente creía que Johnson tenía el derecho de reemplazar al secretario de guerra Edwin M. Stanton, ya que había sido designado durante la presidencia de Abraham Lincoln. Otros expresan que, aunque creía que Johnson era culpable de violar la Ley de Tenencia de la Oficina, no creía que la ofensa fuera digna de juicio político. Los periódicos de Kansas pensaron que votó en contra de sus inclinaciones radicales al apoyar a Johnson debido a la influencia de su antiguo coronel en la guerra civil, Thomas Ewing Jr., un ardiente partidario de Johnson en ese momento. Otras fuentes sugieren que fue sobornado.
Su actuación fue incluida en el libro Perfiles de Coraje (Profiles in Courage), escrito por John F. Kennedy y publicado en 1955.

### Años posteriores y fallecimiento
Al retirarse del Senado, volvió a la prensa brevemente, lanzando una publicación en Coffeyville (Kansas). Afiliado al Partido Demócrata, intentó sin éxito ser candidato a gobernador de Kansas en 1880. En 1882 se mudó a Albuquerque (Nuevo México).
Desde 1885 hasta 1889, se desempeñó como gobernador del territorio de Nuevo México, nombrado por el presidente Grover Cleveland. Posteriormente se desempeñó como secretario de la Oficina de Inmigración de Nuevo México desde 1894 hasta 1896. En 1896, publicó su libro History of the Impeachment of Andrew Johnson.
Falleció el 8 de mayo de 1907 a la edad de 80 años y fue sepultado en el cementerio Fairview Memorial Park en Albuquerque.